# Shahpur (Bihar)
Shahpur é um cidade no distrito de Bhojpur, no estado indiano de Bihar.

## Geografia
Shahpur está localizada a 25° 35′ N, 84° 27′ L. Tem uma altitude média de 51 metros (167 pés).

## Demografia
Segundo o censo de 2001, Shahpur tinha uma população de 14.456 habitantes. Os indivíduos do sexo masculino constituem 52% da população e os do sexo feminino 48%. Shahpur tem uma taxa de literacia de 47%, inferior à média nacional de 59,5%: a literacia no sexo masculino é de 58% e no sexo feminino é de 34%. Em Shahpur, 19% da população está abaixo dos 6 anos de idade.